# Kanton Gannat
Kanton Gannat (fr. Canton de Gannat) je francouzský kanton v departementu Allier v regionu Auvergne. Tvoří ho 12 obcí.

## Obce kantonu
- Bègues
- Biozat
- Charmes
- Gannat
- Jenzat
- Le Mayet-d'École
- Mazerier
- Monteignet-sur-l'Andelot
- Poëzat
- Saint-Bonnet-de-Rochefort
- Saint-Priest-d'Andelot
- Saulzet